# Constitución de la mandioca
Se denomina popularmente Constitución de la mandioca al primer proyecto de constitución de Brasil, cuya votación, en 1823, vino a ser interrumpida por el emperador D. Pedro I (1822-1831) en noviembre de aquel año, al determinar el cierre de la Asamblea Nacional Constituyente.

## Historia

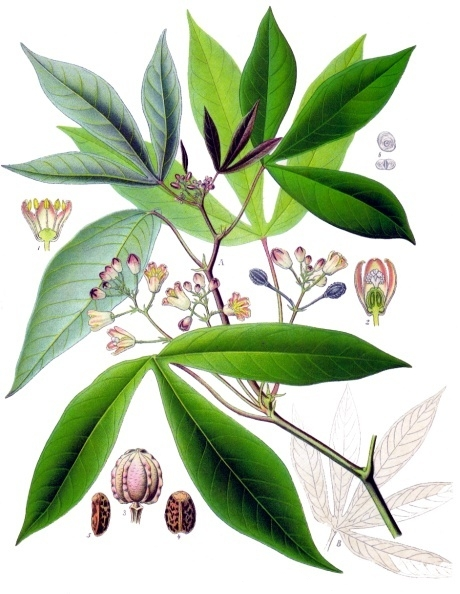
Hojas de la mandioca, de raíces jugosas y carnosas, muy parecida a la yuca.

Como consecuencia de la Constitución portuguesa de 1822, en junio de 1822 fue convocada una Asamblea Constituyente con el fin de elaborar una Constitución para el Reino de Brasil. Proclamada la independencia de Brasil el 7 de septiembre de 1822, los representantes de las provincias se reunieron a partir del 3 de mayo de 1823 para elaborar la primera constitución de la nación independiente.
La lucha política entre el partido portugués y el partido brasileño era intensa. El partido portugués estaba compuesto de los grandes comerciantes de la Corte y apoyaban el absolutismo de D. Pedro. Y el partido brasileño luchaba contra el absolutismo del príncipe regente y socialmente estaban formados por los medios y pequeños comerciantes y grandes fazendeiros. Con un total de 90 miembros electos por 14 provincias, se destacaban en la Constituyente propietarios rurales, bachilleres en leyes, además de militares, médicos y funcionarios públicos. Para elaborar un anteproyecto constitucional, fue designada una comisión compuesta por seis diputados bajo el liderazgo de Antônio Carlos de Andrada e Silva, hermano de José Bonifácio de Andrada e Silva.
El anteproyecto contenía 272 artículos influenciados por las ideas del Iluminismo en lo tocante a la soberanía nacional y al liberalismo económico. El nombre con que vino a ser conocida se debió al modo con que instituyó el voto indirecto censitario, en que los electores del primer grado (parroquia), tenían que probar una renta mínima de 150 alqueires de plantación de mandioca. Ellos elegirían los electores del segundo grado (provincia), que necesitaban de una renta mínima de 250 alqueires. Estos últimos, elegirían diputados y senadores, que necesitaban de una renta de 500 y 1000 alqueires, respectivamente, para ser candidatos. Algunos historiadores consideran que la mandioca no representaba solo la cantidad de tierra del elector, sino también la cantidad de esclavos que la hacienda poseía, visto que la mandioca y la harina de mandioca eran los alimentos básicos de los esclavos y trabajadores rurales de la época.
La crisis que culminó con la disolución de la asamblea constituyente sepultó el anteproyecto, habiendo sido la primera Constitución Brasileña otorgada en 1824 por el propio emperador.